# Tinaco (rijeka)
Tinaco je rijeka u Venezueli. Pritoka je rijeke San Carlos. Pripada porječju rijeke Orinoco.